# Karel Richard Šebor
Karel Richard Šebor (ook: Carl Schebor) (Brandýs nad Labem-Stará Boleslav, 13 augustus 1843 – Vinohrady, Praag, 17 mei 1903) was een Tsjechisch componist en dirigent.

## Levensloop
Šebor kreeg de eerste muzieklessen van zijn grootvader, een leraar. Hij studeerde van 1854 tot 1860 aan het Státní konservatori hudby v Praze te Praag onder andere viool bij Mořice Mildner, muziektheorie en compositie bij Jan Bedřich Kittel. In 1861 werd hij docent en muziekleraar in Warschau, aansluitend in Lviv, toen nog Lemberg, in 1863 werd hij kapelmeester aan het stedelijk theater in Erfurt. Van 1865 tot 1871 was hij tweede kapelmeester en koordirigent van het Interimstheater in Praag.
Dan werd hij van 1871 tot 1885 dirigent van de Militaire muziekkapel van het Infanterie-Regiment Nr. 34 in Lemberg, Komárno, Kaschau en Wenen. In 1885 wisselde hij tot de Muziekkapel van het Infanterie-Regiment 89 in Wenen. Voor dit Regiment schreef hij de Iovanovic-mars. Van 1888 tot 1890 was hij kapelmeester van de muziekkapel van het Infanterie-Regiment Nr. 88 in Praag.
Naar een kort engagement als kapelmeester aan het Carltheater in Wenen richtte hij in Praag een Muziekschool op. Hij was toen ook kapelmeester van de gymnastiek- en turnfederatie Sokol voor die hij ook als componist werkte. Vanaf 1892 was hij dirigent van de zangvereniging "Vinohradský Hlohol".
Ook als hij met Templáři na Moravě de eerste op een Tsjechisch tekst geschreven opera van het nieuwe Tsjechisch toneel in het 1862 geopend Interimstheater (vanaf 1883 Nationaal Theater (Tsjechisch: Národní Divadlo)) schrijft, had hij als componist van opera's, symfonieën, cantates en kamermuziek weinig succes. Maar zijn marsen en dansen voor harmonieorkest en militaire orkesten waren bij het publiek erg geliefd. Zijn in de opera Nevěsta husitská (De Hussitenbruid) gebruikt citaat van de Hussieten-koraal Ktož jsú boží bojovníci werd voorbeeld voor een reeks voor de Tsjechische nationaliteit symbolisch gebruikte techniek onder andere door Bedřich Smetana, Antonín Dvořák, Karel Bendl, Josef Suk, Karel Husa en anderen.

## Composities

### Werken voor orkest
- 1858 Symfonie nr. 1, voor orkest
- 1867 Symfonie nr. 3, voor orkest
- 1860 Concert-ouverture, voor orkest
- 1894 Symfonische dans Nr. 2, voor orkest
- Symfonie nr. 2, voor orkest

### Werken voor harmonieorkest
- 1878 Iovanovic-mars
- Kukuricza mars
- Plevna mars
- Vier Hongaarse marsen

### Cantates
- 1868 Slavnostní kantáta, cantate voor gemengd koor
- Grote cantate voor de opening van het Nationaltheater Praag, voor solisten, gemengd koor en orkest
- Májová noc, cantate

### Toneelwerken

#### Opera's
| Voltooid in | Titel                                         | Aktes   | Première                                                                                    | libretto |
| ----------- | --------------------------------------------- | ------- | ------------------------------------------------------------------------------------------- | --- |
| 1865        | Templáři na Moravě (De tempeliers in Moravië) | 3 aktes | 19 oktober 1865, Praag, Interimstheater                                                     | Karel Sabina                                                                                                |
| 1867        | Drahomíra                                     | 4 aktes | 20 september 1867, Praag, Interimstheater                                                   | Jindřich Böhm, naar František Šír                                                                           |
| 1868        | Nevěsta husitská (De Hussitenbruid)           | 5 aktes | 27 september 1868, Praag, Interimstheater; 2e versie: 30 april 1884, Praag, Interimstheater | Eduard Rüffer; 2e (gereviseerde) versie: Titus Fallerau                                                     |
| 1870        | Blanka                                        | 4 aktes | 8 maart 1870, Praag, Interimstheater                                                        | Eduard Rüffer                                                                                               |
| 1879        | Zmařená svatba                                | 3 aktes | 2 oktober 1879, Praag, Interimstheater                                                      | Marie Červinková-Riegrová, naar de vaudeville «Le Petite Pierre» van Adolphe d'Ennery en Adrien Decourcelle |

#### Balletten
| Voltooid in | Titel           | Aktes   | Première         | Libretto | Choreografie |
| ----------- | --------------- | ------- | ---------------- | -------- | ------------ |
| voor 1890   | Z kouzelné říše | 3 aktes | voor 1890, Praag |          |              |

### Kamermuziek
- 1860 Strijkkwartet in e-klein